# 클리블랜드 인터내셔널스
클리블랜드 인터내셔널스(Cleveland Internationals Soccer)는 2010년 해산된 미국의 축구팀이다.